# Кривоборские
Кривобо́рские — угасший русский княжеский род, самая старшая отрасль князей Стародубских. Рюриковичи.
Род внесён в Бархатную книгу. Удельное Кривоборское княжество близ Коврова, названное по волости Кривой Бор, существовало в 1440—1470 годах.

## Происхождение и история рода
У старшего из пяти сыновей князя Фёдора Андреевича Стародубского, был второй сын князь — Иван Фёдорович (XVII колено), владельца Кривоборской волости, известного только по родословным книгам. По нём его потомки приняли фамилию Кривоборские. Княжеский род просуществовал до 1608 года, после чего сведения о них отсутствуют.

## Известные представители
| №                                   | Имя, Отчество                     | № отца | Примечания |
| ----------------------------------- | --------------------------------- | ------ | --- |
| 1                                   | Иван Фёдорович                    |        | Родоначальник, известен по родословным книгам. |
| 2                                   | Александр Иванович                | 1      | В 1492 и 1495 году участвовал в государевом новгородском походе. В феврале 1500 года на свадьбе дочери великого князя Ивана III Васильевича — княжны Феодосии Ивановны с князем Василием Даниловичем Холмским был шестьдесят девятым в свадебном поезде. |
| 3                                   | Фёдор Иванович Лайло              | 1      | Дворянин. В 1492 и 1495 годах с отцом участвовал в государевом походе на Новгород. |
| 4                                   | Семён Иванович Приимыш            | 1      | Дворянин. Участвовал в 1492 и 1495 годах вместе с отцом и братом в государевом походе в Новгород. |
| 5                                   | Иван Иванович (ум. около 1557/58) | 1      | Служил бояриным новгородскому архиепископу Геннадию (1484-1504) и Серапиону. |
| 6                                   | Иван Александрович                | 2      | Воевода и наместник. |
| 7                                   | Андрей Иванович                   | 6      | В 1545 году есаул в Казанском походе. Выполняя отцовскую волю передали в 1557-1558 годах Троице-Сергиеву монастырю село Танищево и к нему 17 деревень. В 1560-1561 годах пять братьев дали вклад по отцу в Кирилло-Белозерский монастырь 5 деревень и 2 пустоши и пожертвование в 50 рублей. |
| 8                                   | Василий Иванович Большой          | 6      | В 1576-1577 годах первый воевода в Астрахани. |
| 9                                   | Иван Иванович                     | 6      | В 1545 году рында с государевым копьём в Казанском походе |
| 10                                  | Фёдор Иванович                    | 6      | Воевода и наместник. Известен, так называемый Летописец князей Кривоборских (Владимирский летописец), на котором в 1604 году рукою князя Фёдора Ивановича была поставлена его подпись. |
|                                     | Мария                             |        | Супруга князя № 10, которая по духовному в 1599 году завещанию сделала вклад в Николо-Мерединскую обитель два рубля денег, 10 четвертей ржи, 11 овса, 5 четвертей пшеницы, 5 ячменя, два мерина, 2 коровы, 2 котла винных, котел пивной и всякой посуды домашней, а также пожаловала Деисус окладной. Позже она передала обители деревню Пахомовка, которую она дала князю в приданое. Это был ее второй брак, в первым она была замужем за князем Фёдором Дмитриевичем Ростовским. |
| 11                                  | Василий Иванович Меньшой          | 6      | Воевода и наместник. |
| Княжеский род Кривоборских пресёкся |                                   |        | |
| 12                                  | Андрей Фёдорович                  |        | Сын князя Фёдора Фёдоровича Стародубского, в поколенной росписи поданной в 1682 году в Палату родословных дел записан, как Андрей Фёдорович Кривоборский. |
| 13                                  | Василий Андреевич Ковёр           | 12     | В поколенной росписи поданной в Палату родословных дел записан, как князя Василий Андреевич Кривоборский с прозванием Ковёр. Родоначальник княжеского рода Ковровы. |
| 14                                  | Мирон Иванович (погиб в 1608 г.)  | 9      | В 1870-х годах на кладбище древнего Николо-Мерединский монастыря, было найдено каменное надгробие, которое гласило: "Лето 7116 (1608) февраля.... дня убиен бысть под Смоленском князь Мирон Иванович Кривоборский Стародуборяполовский". |
|                                     |                                   |        | В синодике московского Богоявленского монастыря 1670-1730-х годов в Главе № 46: Род князей Кривоборских упоминаются: князь Александр, князь Иван, княгиня Евдокия, князь Мирон, дважды князь Василий, княгиня инокиня Анисия, княгиня Феодосия, княгиня Устинья, княгиня Ольга, князь Евфимий, княгиня Анастасия, княгиня Ульяна, княгиня Татьяна. |